# Ayacucho (município)
Ayacucho (partido) é um partido (município) da província de Buenos Aires, na Argentina. Possuía, de acordo com estimativa de 2019, 21.218 habitantes.

## Localidades
- Ayacucho: 16.444
- La Constancia: 55 habitantes
- Solanet: 52 habitantes
- Udaquiola: 66 habitantes
- Fair
- San Ignacio
- Cangallo
- Langueyu

(INDEC 2.001)